# La flaca
| Recensione | Giudizio |
| ---------- | -------- |
| AllMusic   |          |

La flaca è l'album di debutto del gruppo spagnolo Jarabe de Palo, pubblicato nel 1996. La flaca è anche il titolo di uno dei brani contenuti nel disco, che ha riscosso grande successo nel 1997 in qualità di canzone dell'estate.

## Produzione
L'album fu prodotto da Joe Dworniak per la Virgin Records España. Immediatamente in seguito alla sua pubblicazione l'album riscontrò un successo commerciale limitato, vendendo appena 12 000 copie nel giro di sette mesi. Quando la title track fu utilizzata in una pubblicità televisiva, l'album divenne un successo commerciale in Spagna, raggiungendo la posizione numero 1 e venendo certificato sei volte platino per aver venduto oltre 600 000 copie nel Paese. L'album riscosse successo anche nel resto d'Europa, America Latina e negli Stati Uniti, ricevendo svariati altri dischi d'oro e di platino; in Italia l'album arrivò alla posizione numero 2 e venne certificato tre volte disco di platino dalla FIMI.

## Tracce
1. Quiero ser poeta – 3:36
2. Vuela – 3:32
3. No suelo compararme – 3:04
4. La flaca – 4:22
5. Grita – 3:33
6. El bosque de palo – 3:34
7. El lado oscuro – 4:48
8. Quitame la vida – 3:17
9. Dueño de mi silencio – 3:28
10. Desamor – 3:34
11. La flaca (acustica) – 3:39

## Crediti
- Alex Tenas - Batteria
- Joan Gené - Basso (ad eccezione di La flaca e Grita)
- Jordi Mena - Chitarra
- Daniel Forcada - Percussioni (ad eccezione di El lado oscuro)
- Pau Donés - Chitarra

Altri musicisti
- Carlos de France - Basso in Grita
- Joe Dworniak - Basso in La flaca
- Antonio Martínez - Chitarra classica
- Nigel Roberts - Tastiere
- Danny Cummings - Percussioni in El lado oscuro

## Classifiche
| Classifica (1997-1999)  | Posizione massima |
| ----------------------- | ----------------- |
| Francia                 | 36                |
| Italia                  | 2                 |
| Spagna                  | 1                 |
| Stati Uniti (latin)     | 17                |
| Stati Uniti (latin pop) | 17                |